# 안양 삼막사 동종
삼막사동종(三幕寺銅鐘)은 대한민국 경기도 안양시 만안구 석수동, 삼막사에 있던 동종이다. 1979년 9월 3일 경기도의 유형문화재 제95호로 지정되었다가, 1991년 4월 12일 문화재 지정이 해제되었다.

## 개요
삼막사 동종은 경기 안양시 석수동 삼막사에 소장되어 있는 조선 중기(1625년)의 범종으로 높이가 102cm, 입지름 61cm이다.
쌍두(雙頭)의 용뉴를 갖추었고, 음관은 설치되지 않았다.
상대에는 2행의 범자가 둘러져 있으며, 하대에는 연화문을 장식하였다.
상대 밑에는 유곽을 상대와 붙여 네군데에 설치하였고, 그 안에는 각각 9개의 유두가 배치되어 있다.
이 유곽아래에는 보살상 4구와 위패형이 조식되었으며, 그 아래 화주의 이름과 주조 연대 등을 명기하고 있다.
비교적 대종에 속하는 것으로 조선 중기 범종의 특징을 잘 보여주고 있다.

## 해제 사유
1990년 12월 6일 목조건물인 대웅전(연면적 59.4평방m)이 전소되었다. 이 불로 대웅전 내에 걸려있던 경기도 유형문화재 제95호인 높이 1m 구경 61cm 규모의 동종이 소실되었다.

## 같이 보기
- 안양 삼막사 대웅전 - 경기도 문화재자료 제38호

## 참고 자료
- 삼막사동종 - 국가유산청 국가유산포털